# Rumbo al infierno
Rumbo al infierno (hangul: 지옥; hanja: 地獄; RR: Jiok, también conocida como Hellbound), es una serie de televisión surcoreana transmitida en su primera temporada el 19 de noviembre de 2021 a través de Netflix.
La serie está basada en el webtoon "Hellbound" de Yeon Sang-ho.
En septiembre de 2022 se anunció la producción de una segunda temporada.

## Sinopsis
La historia gira en torno a un repentino evento sobrenatural que enfrenta la humanidad, en donde un ángel de la muerte aparece frente a algunas personas a las que anuncia el día y hora exactos de cuándo morirá.
Cuando llega ese momento, tres seres sobrenaturales aparecen frente a ellos y los mata, arrastrándolos de la tierra al infierno.

## Reparto

### Personajes principales
| Actor                    | Personaje      | N.º de episodios | Notas |
| ------------------------ | -------------- | ---------------- | --- |
| Yoo Ah-in Park Sang-hoon | Jung Jin-soo   | 3                | Es el carismático y misterioso líder de "New Truth Society", un siniestro culto que sigue la religión conocida como Saejinrihwe, quienes creen sobre la llegada de los ángeles de la muerte del infierno y que afirman ser una revelación de Dios. |
| Park Jung-min            | Bae Young-jae  | -                | Es el director de producción de una estación de radiodifusión, quien decidido a descubrir la verdad detrás del misterioso y siniestro culto "New Truth Society" comienza a involucrarse con ellos.                                                 |
| Kim Hyun-joo             | Min Hye-jin    | -                | Es una dedicada abogada que lucha contra los crímenes cometidos "New Truth Society" por el misterioso y siniestro culto de Jin-soo y su grupo de seguidores.                                                                                       |
| Won Jin-ah               | Song So-hyun   | 3                | La esposa de Young-jae, una mujer cuya vida da un vuelco mientras ve a su esposo involucrarse con el misterioso y siniestro culto de Jin-soo. So-hyun colapsa en un dolor emocional, con el que no puede lidiar.                                   |
| Yang Ik-joon             | Jin Kyung-hoon | -                | Un detective de la policía que investiga al culto "New Truth Society" y los casos relacionados con la aparición de los "ángeles de la muerte". |

### Personajes secundarios
| Actor         | Personaje       | N.º de episodios | Notas |
| ------------- | --------------- | ---------------- | --- |
| Kim Do-yoon   | Lee Dong-wook   | -                | Es un miembro de "Hwasalchok" (también conocidos como los "Arrowhead"), un grupo de personas que siguen ciegamente a Jin-soo y su culto "New Truth Society". |
| Kim Shin-rok  | Park Jung-ja    | -                | Es una madre que de repente es sentenciada al infierno frente a sus hijos pequeños.                                                                          |
| Ryu Kyung-soo | Yoo Ji          | 3                | Es un sacerdote del culto "New Truth Society", quien únicamente piensa y actúa para el resurgimiento del mismo.                                              |
| Lee Re        | Jin Hee-jung    | -                | Es la hija del detective Jin. |
| Im Hyung-kook | Gong Hyung-joon | -                | |

### Apariciones especiales
| Actor      | Personaje | Episodio(s) donde apareció | Notas  |
| ---------- | --------- | -------------------------- | ------ |
| Jung Ji-so | "Angel"   | -                          | [ 17 ] |

## Episodios
La serie está conformada por seis episodios, los cuales fueron estrenados a través de Netflix.

## Producción
En abril de 2020, Netflix anunció que haría una serie original basada en el webtoon "Hellbound" del director Yeon Sang-ho (연상호) e ilustrador Choi Kyu-seok (최규석), publicada por primera vez el 25 de agosto de 2019.
La serie también es conocida como "The Hell" y/o "Hell" y se centra en los ángeles sobrenaturales que aparecen de la nada para condenar a la gente al infierno.
La dirección está a cargo de Yeon Sang-ho, quien contó con el apoyo del guionista Choi Kyu-sok. El 26 de noviembre de 2021, Sang-ho reveló sus planes para una posible segunda temporada de la serie, la cual sería un epílogo de lo que sucede después de la primera temporada y se convertirá en un formato de animación.
La serie también tuvo el apoyo de la compañía de producción Climax Studio (previamente conocida como Lezhin Studio).
La conferencia de prensa en línea fue realizada el 16 de noviembre de 2021.
El 24 de septiembre de 2022 Netflix confirmó una segunda temporada.

### Distribución internacional
En septiembre la serie tuvo su estreno mundial en el Festival Internacional de Cine de Toronto de 2021 en el programa Primetime de la serie de televisión, convirtiéndose en el primer drama coreano en estar en el festival.
En octubre la serie también se proyectó en el 26º Festival Internacional de Cine de Busan en la sección On Screen de nueva creación.

## Premios y nominaciones
| Año  | Premios                   | Categoría                            | Nominado(a)  | Resultado | Ref.          |
| ---- | ------------------------- | ------------------------------------ | ------------ | --------- | ------------- |
| 2022 | 58th Baeksang Arts Award  | Mejor actriz de reparto - televisión | Kim Shin-rok | Ganadora  | [ 31 ] [ 32 ] |
| 2022 | Director’s Cut Awards     | Mejor actriz revelación              | Kim Shin-rok | Ganadora  | [ 33 ]        |
| 2022 | Blue Dragon Series Awards | Mejor actriz de reparto              | Kim Shin-rok | Ganadora  | [ 34 ] [ 35 ] |